# Timon och Pumbaa
Timon och Pumbaa (engelska: Timon and Pumbaa) är en amerikansk-koreansk animerad TV-serie som kretsar kring surikaten Timon och vårtsvinet Pumbaa från 1994 års Disneyklassiker Lejonkungen. Seriens ursprungliga 46 avsnitt visades i amerikansk TV 1995-1997. 1998 fick serien nypremiär, nu producerad åt Disney av ett annat bolag och med en annan producent. Totalt gjordes 40 avsnitt i denna andra omgång, men på grund av sviktande publik sändes de nio sista avsnitten enbart på mindre, lokala TV-kanaler. Det är oklart om Timon och Pumbaa räknas som kanon i historien kring Lejonkungen.

## Rollfigurer
Seriens enda stadiga återkommande rollfigurer är titelfigurerna:
- Timon, enligt serien med efternamnet "Berkowitz", är en rödhårig surikat med lätt bristande självinsikt. Röst av Nathan Lane (senare av Quinton Flynn och Kevin Schon) och svensk röst av Anders Öjebo.
- Pumbaa, enligt serien med efternamnet "Smith", ett bullrigt, lite trögtänkt och alltid hungrigt vårtsvin. Han är Timons "bästaste bäste vän" och tillsammans gör de sitt bästa för att leva efter sitt och seriens motto Hakuna matata (swahili för "Inga bekymmer") och lägger helst bara ner tid och kraft på att jaga småkryp, deras huvudsakliga föda. Timon gillar de krypande och knapriga insekterna mer, men Pumbaa föredrar insekter med vingar och som är slemmiga. Engelsk röst av Ernie Sabella och svensk röst av Bo Maniette.

Till och från medverkar dock även andra rollfigurer från Lejonkungen:
- Medicinmannen Rafiki, en mandrill/babian som var huvudrollsinnehavare i episoderna som gick under titeln Rafiki Fables, och medverkar även i "Timon och Pumbaa"-episoderna 60B, 68A, 71B och 78B.
- Även Shenzi, Banzai och Flin (Ed på engelska), de skrattande hyenorna från filmen, fick några egna episoder, men syns aldrig tillsammans med Timon och Pumbaa.
- Zazu, lejonkungens rådgivare i filmen, medverkade i de episoder som bär hans namn, men inga andra.
- Lejonkungen själv, Simba, medverkade i tre av titelfigurernas episoder; 24B, 25B och 46A.

Dessutom syns även Timon och Pumbaas ärkefiende Quint, en människa, i ett antal avsnitt, liksom Fred, en blond surikat som är en gammal kompis till Timon. Båda dessa figurer skapades direkt för TV-serien.

## Timon och Pumbaa i Sverige
Första säsongen av serien visades på TV4 24 april-30 augusti 1998. Därefter har avsnitt sänts i ett flertal omgångar på TV3, SVT, Disney Channel och Toon Disney. Flera avsnitt finns dessutom utgivna på VHS som kom ut 1999 och senare på DVD.

## Avsnitt
Seriens säsong 1 och 2 visades parallellt med varandra, liksom säsong 3 och 4. Det samma gäller för säsongerna 5 och 6, dock kom den femte säsongen att avbrytas ganska tidigt och de kvarvarande avsnitten visades istället som en del av säsong 6. Säsong 7 visades enbart på mindre, lokala tv-kanaler.
De flesta avsnitt består av två episoder på 11 minuter. I den absoluta merparten av dessa har Timon och Pumbaa huvudrollerna, men i de först producerade avsnitten (säsong 1-4) fick även andra bifigurer från Lejonkungen egna kortlivade serier av episoder: Rafiki (fyra episoder), de skrattande hyenorna (fyra) och Zazu (två).
Tre av avsnitten från säsong 2 avslutades dessutom med en musikvideo med Timon och Pumbaa. Av dessa kom en - Stand by Me från Avsnitt 20 - även att visas som förfilm på amerikanska biografer.
De enda avsnitten som bara består av en enda episod är avsnitt 36 och 37, som tillsammans berättar historien om hur Timon och Pumbaa träffades.

### Säsong 1 (1995, fredagseftermiddagar på kabel-tv)
- 1. Boara Boara / Saskatchewan Catch 	(1995-09-08)
- 2. Kenya Be My Friend? / Rafiki Fables: Good Mousekeeping 	(1995-09-15)
- 3. Never Everglades / The Laughing Hyenas: Cooked Goose 	(1995-09-22)
- 4. How to Beat the High Costa Rica / Swiss Missed 	(1995-09-29)
- 5. Uganda Be an Elephant / To Kilimanjaro Bird 	(1995-10-06)
- 6. French Fried / The Laughing Hyenas: Big Top Breakfast 	(1995-10-13)
- 7. The Pain in Spain / Frantic Atlantic 	(1995-11-03)
- 8. Tanzania Zany / Guatemala Malarkey 	(1995-11-10)
- 9. Back Out in the Outback / Gabon With the Wind 	(1995-11-17)
- 10. Timon's Time Togo / The Law of the Jungle 	(1995-11-24)
- 11. Be More Pacific / Going Uruguay 	(1995-12-01)
- 12. Yosemite Remedy / Rafiki Fables: The Sky is Calling 	(1995-12-22)
- 13. Mozam-Beaked / Ocean Commotion 	(1995-12-29)

### Säsong 2 (1995, lördagsmornar på CBS)
- 14. Brazil Nuts / South Sea Sick / Song: The Lion Sleeps Tonight 	(1995-09-16)
- 15. Yukon Con / Doubt of Africa 	(1995-09-23)
- 16. Russia Hour / You Ghana Join the Club 	(1995-09-30)
- 17. Rocky Mountain Lie / Amazon Quiver 	(1995-10-07)
- 18. Madagascar About You / Truth or Zaire / Song: Yummy, Yummy, Yummy 	(1995-10-14)
- 19. Mojave Desserted / Rafiki Fables: Beauty and the Wildebeest 	(1995-10-21)
- 20. Don't Break the China / The Laughing Hyenas: Can't Take a Yolk / Song: Stand By Me 	(1995-10-28)
- 21. Unlucky in Lesotho / Rafiki Fables: Rafiki's Apprentice 	(1995-11-04)
- 22. Mombasa-In-Law / The Laughing Hyenas: TV Dinner 	(1995-11-11)
- 23. Manhattan Mishap / Paraguay Parable 	(1995-11-25)
- 24. Let's Serengeti out of Here / Congo on Like This 	(1995-12-09)
- 25. Okay Bayou? / Shake Your Djibouti 	(1995-12-16)

### Säsong 3 (1996, måndagseftermiddagar på kabel-tv)
- 26. Palm Beached / Jamaica Mistake? 	(1996-09-02)
- 27. Oregon Astray / New Guinea Pig 	(1996-09-09)
- 28. Klondike Con / Isle Find Out 	(1996-09-16)
- 29. Wide Awake in Wonderland / Zazu: Zazu's Off-by-One Day 	(1996-09-23)
- 30. Africa Dabra / I Don't Bolivia 	(1996-09-30)
- 31. Catch Me if You Kenya / Scent of the South 	(1996-10-07)
- 32. Forbidden Pumbaa / Washington Applesauce 	(1996-10-14)
- 33. I Think I Canada / Zazu: Zazu's Off Day Off 	(1996-10-21)
- 34. Timon on the Range / The Man from J.U.N.G.L.E. 	(1996-10-28)
- 35. Maine-iacs / Fiji-Fi-Fo-Fum 	(1996-11-04)
- 36. Once Upon a Timon 	(1996-11-11)
- 37. Home Is Where the Hog Is 	(1996-11-18)
- 38. Beethoven's Whiff / Bumble in the Jungle / Mind Over Matterhorn 	(1996-11-25)

### Säsong 4 (1996, lördagsmornar på CBS)
- 39. Isle of Manhood / Puttin' on the Brits 	(1996-09-14)
- 40. Beetle Romania / Rumble in the Jungle 	(1996-09-21)
- 41. Happy Birthday with Timon & Pumbaa	(1996-09-28)
- 42. Shopping Mauled / Library Brouhaha 	(1996-10-05)
- 43. Monster Massachusetts / Handle With Caribbean 	(1996-10-12)
- 44. Alcatraz-Mataz / Oahu Wahoo! 	(1996-10-19)
- 45. Beast of Eden / Sense and Senegambia 	(1996-10-26)
- 46. Rome Alone / Amusement Bark 	(1996-11-09)

### Säsong 5 (1998, en vardagseftermiddag i veckan)
- 47. Super Hog-o / Don't Have the Vegas Idea
- 48. Ivy Beleagured / Broadway Bound and Gagged
- 49. No Good Samaritan / Living in De Nile
- 50. Miss Perfect / Hakuna Matata U.
- 51. Pirates of Pumbzance / One Tough Bug
- 52. Why No Rhino / Pig-malion
- 53. War Hogs / The Big No Sleep
- 54. Mister Twister / Common Scents

### Säsong 6 (1998, lördagsmornar på CBS)
- 55. Lemonade Stand Off / Big Jungle Game
- 56. Bug Salesman / Hot Air Buffoons
- 57. So Sumo Me / Now Museum, Now You Don't
- 58. Ice Escapades / Wishy Washy
- 59. Steel Hog / Dealer's Choice Cut
- 60. Timon in Love / Kahuna Potato
- 61. Recipe for Disaster / Going Over-Boar'd
- 62. Luck Be a Meerkat / Just When You'd Thought You'd Cuisine It All
- 63. Boo Hoo Bouquet / Timon Alone
- 64. Visiting Pig-nitaries / The Truth About Kats and Hogs
- 65. Jailhouse Shock / Escape From Newark
- 66. Nearly Departed / Early Bird Watchers
- 67. The Spy's the Limit / Ready, Aim, Fire
- 68. Timoncchio / Ghost Boosters
- 69. Stay Way from My Honey / Sitting Pretty Awful
- 70. Mook Island / Cliphangers
- 71. The Running Of The Bullies / Special Deffects
- 72. He's A Bad, Bad Sport / Dapper Duck Burgers
- 73. Space Ham / You Bet Your Tuhkus
- 74. It Runs Good / Hot Air Buffoons
- 75. Whiff / To Be Bee Or Not To Be Bee
- 76. Don't Be Elfish / Lights, Camera, Traction
- 77. Jungle Slickers / Don't Wake The Neighbear

### Säsong 7 (1999, endast visad på mindre tv-kanaler)
- 78. You May Have Already Won Six Million Barka / My Meteor, My friend
- 79. Throw Your Hog in the Ring / Slalom Problem
- 80. Circus Jerks / Nest Best Thing
- 81. Hot Enough For Ya? / Werhog of London
- 82. Bigfoot Littlebrain / Astro-Nots
- 83. Robin Hood Winked / Serengeti Western
- 84. All Pets Are Off / Boary Glory Days
- 85. Two for the Zoo / The Swine in the Stone
- 86. Guru Some / Truth Be Told

## Långfilmer
Timon och Pumbaa har även medverkat i samtliga tre Lejonkungen-filmer som gjorts, och spelar dessutom huvudrollen i den tredje.
- Lejonkungen (The Lion King, 1994)
- Lejonkungen II - Simbas skatt (The Lion King II: Simba's Pride, 1998)
- Lejonkungen 3 - Hakuna Matata (The Lion King 1½, 2004)

## Serietidningarnas värld
Hittills har Timon och Pumbaa medverkat i ett 40-tal serietidningsserier. Serieversionen av Lejonkungen kom ut på svenska 1994, och sedan dess har ytterligare några av dessa serier publicerats i svenska i serietidningen Mina Djurvänner. I övrigt är ingenting publicerat.